# Burg Ihringen
Die Burg Ihringen ist eine abgegangene Höhenburg auf der Flur „Burghalde“ bei 230 m ü. NHN nördlich des Ortskerns der Gemeinde Ihringen in Richtung Achkarren im Landkreis Breisgau-Hochschwarzwald in Baden-Württemberg.
Von der ehemaligen Burganlage ist nichts erhalten. Vermutlich wurden die letzten Reste der Burg im Dreißigjährigen Krieg beseitigt.